# Dan Petrescu (scriitor)
Dan Petrescu (n. 1949, București) este un scriitor, eseist, editor, traducător și publicist român.

## Biografie
Este absolvent al Facultății de Filologie al Universității din Iași. A făcut parte dintr-un grup din jurul revistelor studențești din Iași („Dialog” și „Opinia studențească”), fiind supravegheat discret la început, apoi tot mai drastic și fățiș de Securitate, alături de Tereza Culianu-Petrescu, sora istoricului religiilor Ioan Petru Culianu, Luca Pițu, Liviu Antonesei, Alexandru Călinescu, Mihai Dinu Gheorghiu, Dan Alexe, Dorin Spineanu, Emil Brumaru și soția acestuia Tamara Brumaru și alții. Până la plecarea sa în America, din grup a făcut parte și poetul Mihai Ursachi. Majoritatea celor din grup au fost urmăriți, percheziționați și tracasați de Securitate. În anul 2006 Sorin Antohi, inițial unul dintre membrii acestui grup, a recunoscut că a dat note informative la Securitate despre prietenii săi, într-o scrisoare deschisă trimisă ziarului Cotidianul.
Comisia Prezidențială pentru Analiza Dictaturii Comuniste din România a menționat că pe lângă numeroase analize scurte asupra sistemului comunist și mecanismelor sale de control, el (Dan Petrescu - n.n.) este coautorul, împreună cu Liviu Cangeopol, al unei radiografii excepționale a României din ultimii ani ai dictaturii ceaușiste. Textul respectiv, un dialog de lungimea unei cărți, a reprezentat la vremea respectivă cea mai radicală critică a comunismului românesc, care cerea schimbarea sistemului comunist însuși. Bazat pe informații directe și exemple luate din viața cotidiană, volumul respectiv rămâne și astăzi o sursă valoroasă pentru studiul comunismului (din Raportul final al Comisiei prezidențiale pentru analiza dictaturii comuniste din România, București 2006, pagina 372).
Erau supravegheați din cauza frecventării unor lectori francezi (Vidal, Romain Rechou, Jean-Noël Mathieu și Irina Petrescu) ori italieni (Anna Alassio), dar datorită cărora au izbutit să se mențină la curent cu ce se mai întâmpla la vremea aceea prin Occident, atât cultural cât și politic. Începînd din 1988, ca urmare a atitudinii deschis anticomuniste și anticeaușiste, după ce a trimis Europei libere o scrisoare de protest împotriva modului în care erau anchetați și tratați scriitorii români, a fost concediat din postul de bibliotecar la B.C.U. "M. Eminescu" Iași, iar în octombrie 1989 a intrat în greva foamei și arest la domiciliu. O serie de personalități culturale, din România și din diaspora, l-au susținut, printre acestea s-au numărat și Mariana Marin, Monica Lovinescu sau Paul Goma. 
După Revoluția din 1989 a activat în Grupul pentru dialog social, a fost implicat în viața civică a urbei sale natale, dar și în activități editoriale, la Editura Nemira, și a desfășurat o intensă activitate publicistică.

## Volume publicate
- Povestiri furate și la lume iarăși date, în vol. Dumitru Augustin Doman, Tudor Stancu, Dan Petrescu, Proze (Editura Albatros, 1985)
- Tentațiile anonimatului (Editura Cartea Românească, 1990)
- Ce-ar mai fi de spus. Convorbiri libere într-o țară ocupată (volum scris în colaborare cu Liviu Cangeopol înainte de 1989 și publicat în 1990, Editura Minerva; ediția a II-a revăzută și adăugită, Editura Nemira, 2000)
- În răspăr (Editura Nemira, 2000)
- Deconstrucții populare (Editura Polirom, 2002)
- Scrisori către Liviu. 1994-2004 (Editura Paralela 45, 2004; Editura LiterNet, 2005, ediția ne varietur)
- Secta gînditorilor de estradă (Editura Polirom, 2009)

### E-Books
- 2005 - Scrisori către Liviu (1994-2004) Editura Liternet

## Traduceri
- Bernard-Henri Lévy, Elogiu intelectualilor (Albatros, 1992)
- Ioan Petru Culianu, Pergamentul diafan (Nemira, 1993)
- Ioan Petru Culianu, Eros și magie în Renaștere. 1484 (Nemira, 1994, 1999; editia a III‑a, Polirom, 2003)
- Louis Pauwels și Jacques Bergier, Dimineața magicienilor (Nemira, 1994, 2005)
- Ioan Petru Culianu, Mircea Eliade (împreuna cu Florin Chirițescu; Nemira, 1995, 1998; ediția a III‑a revăzută și adaugită, Polirom, 2004)
- Roger Caillois, Omul și sacrul (Nemira, 1997, 2006)
- Ioan Petru Culianu, Experiențe ale extazului (Nemira, 1998; editia a II‑a, Polirom, 2004)
- Georges Bataille, Erotismul (Nemira, 1998, 2005); Toma Pavel, A sasea lumina (Polirom, 2004)
- Stéphane Audeguy, Teoria norilor (Nemira, 2006)
- Philippe Forest, Sarinagara (Nemira, 2006)
- Nicolas Grimaldi, Tratat despre banalitate (Nemira, 2006)
- Eliade/Culianu, Dicționar al religiilor (Polirom, 2007)
- Henri Michaux, Un barbar în Asia (Nemira, 2008)
- Michel Onfray, O contraistorie a filosofiei, vol. 3: Libertinii barocului (Polirom, 2008)